# Doğanlar, Tavşanlı
Doğanlar là một xã thuộc huyện Tavşanlı, tỉnh Kütahya, Thổ Nhĩ Kỳ. Dân số thời điểm năm 2008 là 171 người.